# Šulac
Šulac (lat. Crambe), rod trajnica iz porodice krstašica. Latinski naziv roda označava neku vrstu kupusa.
Pripada mu 39 vrsta, a od njih dvije su poznate u Hrvatskoj, jestiva vrsta morski šulac, morsko zelje ili primorski kelj (Crambe maritima) i Crambe hispanica.
Morski šulac je halofit i voli blizinu mora i raširen je najviše u Europi (Sredozemlje), oko Crnog mora, a razne vrste rastu i u Turskoj, jugozapadnoj i centralnoj Aziji i istočnoj Africi. C. abyssinica uvezena je i u Sjedinjene države gdje je prvi put korišten kao usjev 1933. godine u botaničkoj postaji Boronez. Iz njegovog sjemena dobiva se ulje koje nije jestivo, nego se koristi u industriji.

## Vrste
1. Crambe alutacea Hand.-Mazz.
2. Crambe arborea Webb ex Christ
3. Crambe armena N.Busch
4. Crambe cordifolia Steven
5. Crambe edentula Fisch. & C.A.Mey. ex Korsh.
6. Crambe feuilleei A.Santos ex Prina & Mart.-Laborde
7. Crambe filiformis Jacq.
8. Crambe fruticosa L.f.
9. Crambe gigantea (Ceballos & Ortuño) Bramwell
10. Crambe gomeraea Webb ex Christ
11. Crambe gordjagini Sprygin & Popov
12. Crambe grandiflora DC.
13. Crambe grossheimii I.I.Khalilov
14. Crambe hedgei I.I.Khalilov
15. Crambe hispanica L.
16. Crambe juncea M.Bieb.
17. Crambe kilimandscharica O.E.Schulz
18. Crambe koktebelica (Junge) N.Busch
19. Crambe kralikii Coss.
20. Crambe laevigata DC. ex Christ
21. Crambe maritima L.
22. Crambe microcarpa A.Santos
23. Crambe orientalis L.
24. Crambe pinnatifida R.Br.
25. Crambe pritzelii Bolle
26. Crambe scaberrima Webb ex Bramwell
27. Crambe schugnana Korsh.
28. Crambe scoparia Svent.
29. Crambe sinuatodentata Hochst. & G.W.Schimp.
30. Crambe steveniana Rupr.
31. Crambe strigosa L'Hér.
32. Crambe sventenii Pett. ex Bramwell & Sunding
33. Crambe tamadabensis Prina & Marrero Rodr.
34. Crambe tatarica Sebeók
35. Crambe wildpretii Prina & Bramwell